# Poe Dameron

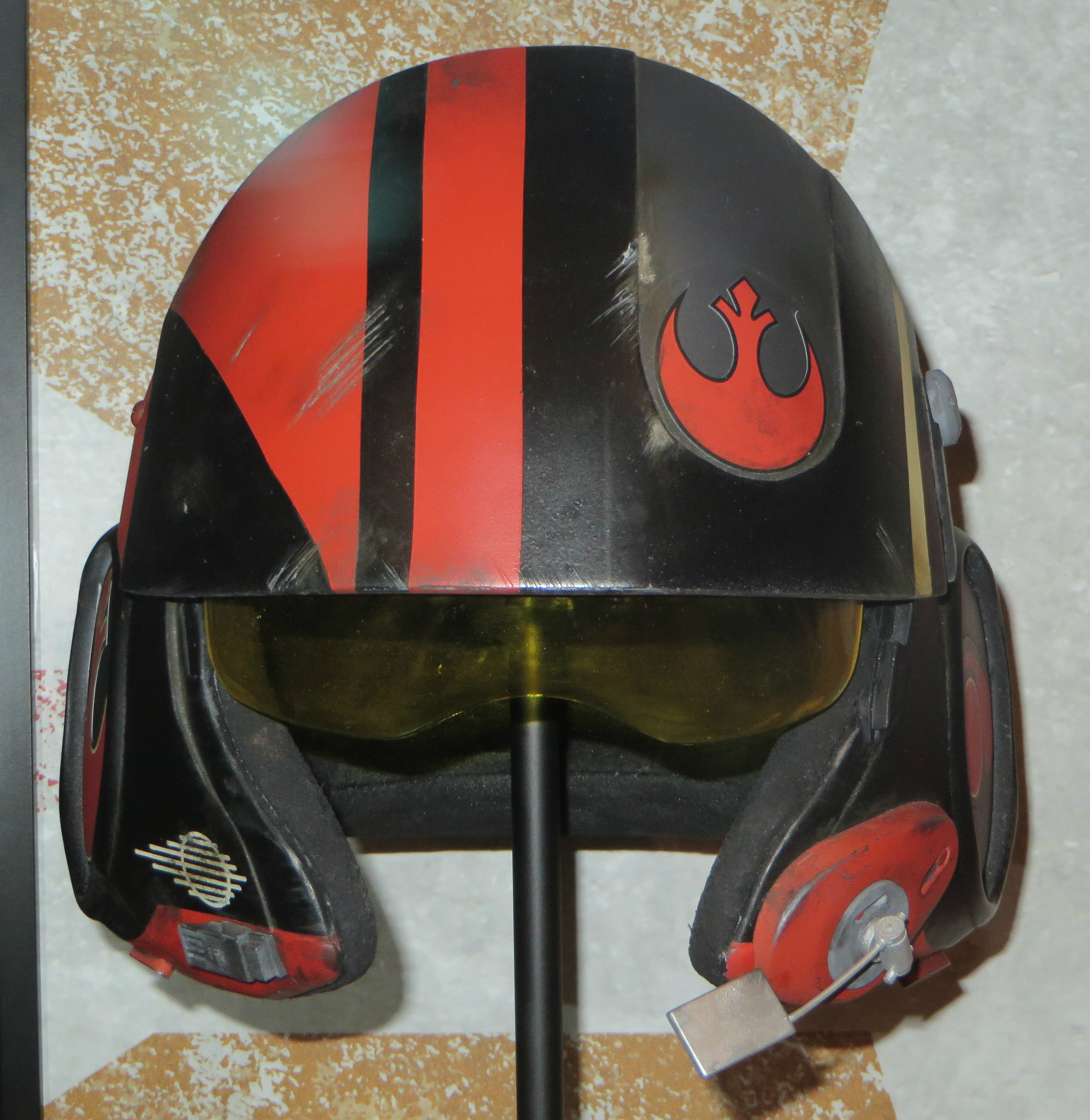
Hełm Damerona

Poe Dameron – postać fikcyjna, jeden z bohaterów pojawiających się w trylogii sequeli serii Gwiezdne wojny, pilot myśliwca typu X-wing. Poe jest uznawany za najlepszego pilota Ruchu Oporu.

## Życiorys

### Przebudzenie Mocy
W 34 roku ABY Poe został wysłany przez Generał Leię Organę na tajną misję na planetę Jakku mającą na celu uzyskanie mapy prowadzącej do miejsca ukrycia Luke’a Skywalkera. Dameron zdobył ją od Lora Sana Tekki, po czym został schwytany przez siły Najwyższego Porządku, lecz zdążył przekazać mapę swojemu droidowi BB-8, który uciekł w głąb pustynnej planety.
Poe został przetransportowany na pokład gwiezdnego niszczyciela Najwyższego Porządku, gdzie Kylo Ren wyciągnął od pilota informacje o mapie. Wkrótce szturmowiec FN-2187 uwolnił uwięzionego pilota. Poe i FN-2187 uciekli myśliwcem TIE (w międzyczasie Poe nadał szturmowcowi imię Finn) i wrócili na Jakku.
Poe uczestniczył później w potyczce na Takodanie i ataku Ruchu Oporu na bazę Starkiller.

### Ostatni Jedi
Poe i jego ludzie osłaniali ewakuację sił Ruchu Oporu z D’Qar. Doprowadził w tej bitwie do zniszczenia największego ze statków wroga, lecz wbrew rozkazom i za cenę ciężkich strat. Podczas dalszej ucieczki doprowadził do buntu, by przeprowadzić plan obejmujący włamanie do systemu namierzającego statku dowództwa Najwyższego Porządku. Plan się nie powiódł i Dameron prowadził dalszą obronę na planecie Crait. Razem z ocalałymi uciekł stamtąd na pokładzie Sokoła Millennium.